# Julius von Braun (Chemiker)
Julius Jacob von Braun (geboren 26. Juli 1875 in Warschau; gestorben 8. Januar 1939 in Heidelberg) war ein deutscher Chemiker.

## Leben
Julius Braun wurde als Sohn des Arztes Johannes von Braun und der jüdischen Alexandra Rosenblut geboren. Seine Reifeprüfung legte er 1893 am humanistischen Gymnasium in Warschau ab. Anschließend studierte er Chemie an der Universität Göttingen, der Königlich Technischen Hochschule Charlottenburg und der Universität München. In Göttingen wurde er 1898 bei Otto Wallach promoviert.
1898 wurde er Assistent am Chemischen Institut in Göttingen, 1902 Privatdozent. Er wurde 1909 Außerordentlicher Professor an der Universität Breslau. 1915 meldete er sich als Kriegsfreiwilliger, ab 1915 war er Verwaltungschef des Generalgouvernements Warschau. Zwischen 1918 und 1921 war er als Professor an der Landwirtschaftlichen Hochschule Berlin tätig, 1921 wechselte er als ordentlicher Professor für Chemie an die Universität Frankfurt am Main. 
1935 wurde er als Jude aufgrund des Gesetzes zur Wiederherstellung des Berufsbeamtentums entlassen. Er gründete daraufhin eine chemische Forschungseinrichtung in Heidelberg.
Braun hatte 1903 geheiratet, das Paar hatte vier Kinder.
Seinen Namen tragen mehrere von ihm entdeckte Reaktionen wie die Rosenmund-von-Braun-Reaktion und die Von-Braun-Reaktion.

## Auszeichnungen
1911 wurde Braun in den preußische Adelsstand aufgenommen.

## Werke (Auswahl)
- Über die isomeren Pulegone. W. F. Kaestner, Göttingen 1898 (Dissertation).
- Lehrbuch der anorganischen Chemie. Leipzig 1925.